# Вересоцький Андрій Михайлович
Андрій Михайлович Вересоцький (нар. 21 січня 1992, Куликівка, Чернігівська область, Україна) — український футболіст, захисник «Чернігова».

## Життєпис
Народився в смт Куликівка. Футболом розпочав займатися в академії «Десни», у футболці якої з 2005 по 2009 рік виступав у ДЮФЛУ. Дорослу футбольну кар'єру розпочав навесні 2010 року, в команді рідного смт, яка виступала в обласному чемпіонаті. Навесні 2011 року перейшов в «Єдність-2», яка спочатку виступала в чемпіонаті Чернігівської обасті та в аматорському чемпіонаті України. У липні 2011 року переведений до першої команди «Єдності». У футболці плисківського клубу дебютував 23 липня 2011 року в нічийному (2:2) домашньому поєдинку 1-го туру групи А Другої ліги України проти одеського «Чорноморця-2». Андрій вийшов на поле на 89-й хвилині, замінивши Ігора Олексієнка. У першій половині сезону 2011/12 років зіграв 14 матчів у Другій лізі України. Під час зимової перерви сезону 2011/12 років залишив команду.
З 2012 року виступав на аматорському рівні за ЛТК (Чернігів), «ЛТК-Славутич», «Полісся» (Добрянка), «Фрунзенець» (Ніжин), «Авангард» (Корюківка) та «Кудрівка» (Ірпінь). Напередодні старту сезону 2020/21 років повернувся до «Чернігова». У футболці «городян» дебютував 6 вересня 2020 року в переможному (2:0) виїзному поєдинку 1-го туру групи А Другої ліги України проти київського «Рубікону». Вересоцький вийшов на поле на 85-й хвилині, замінивши Анатолія Кохановського. Першим голом у професіональному футболі відзначився 17 жовтня 2020 року на 74-й хвилині нічийного (2:2) виїзного поєдинку 7-го туру групи А Другої ліги України проти чернівецької «Буковини». Андрій вийшов на поле в стартовому складі та відіграв увесь матч, а на 90-й хвилині отримав жовту картку.